# Gwiaździaki

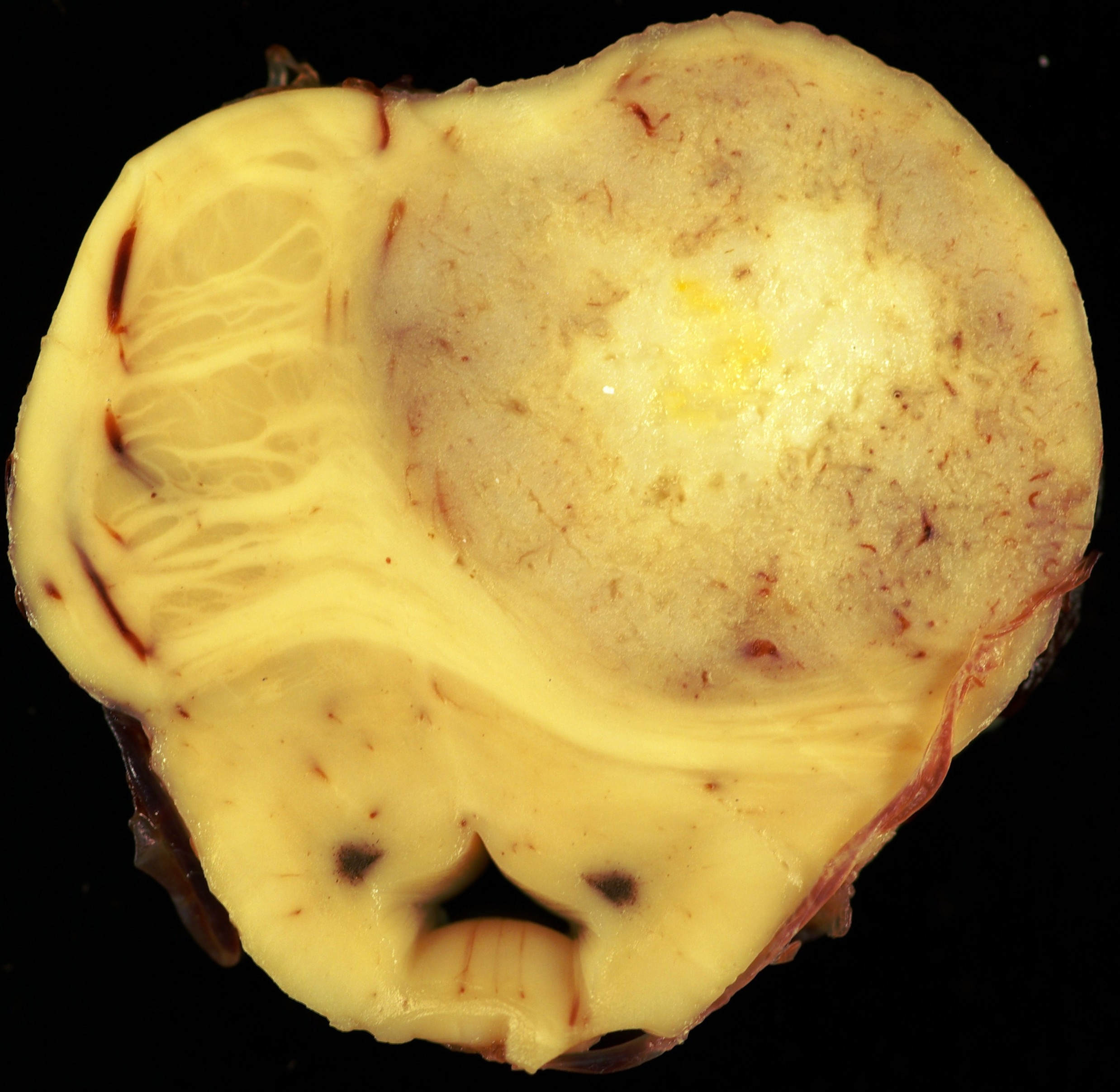
Gwiaździak tucznokomórkowy

Gwiaździaki (łac. astrocytomata) – grupa nowotworów ośrodkowego układu nerwowego wywodzących się z komórek gleju gwiaździstego (astrocytów).
Należą do nich:
- gwiaździak włosowatokomórkowy
- gwiaździak anaplastyczny
- gwiaździak włókienkowy
- gwiaździak tucznokomórkowy
- glejak wielopostaciowy.

Przeczytaj ostrzeżenie dotyczące informacji medycznych i pokrewnych zamieszczonych w Wikipedii.